# Liljeholmens Stearinfabriks AB

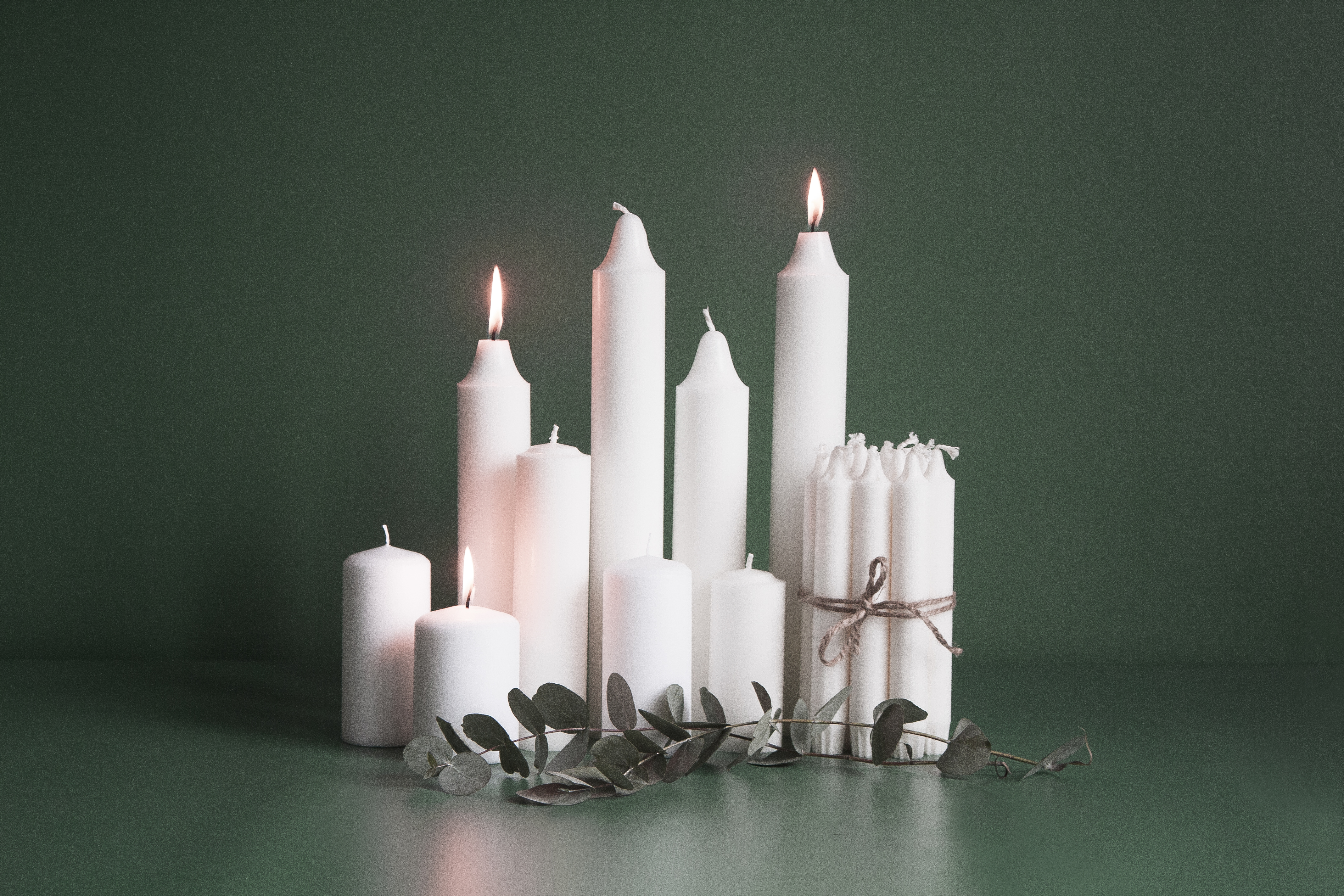
Liljeholmens kvalitetsljus i 100% stearin

Liljeholmens Stearinfabriks AB är världens största tillverkare av stearinljus och ett av Sveriges äldsta fortfarande verksamma företag. Företaget grundades av Lars Johan Hierta i Stockholm år 1839. Fabriken låg ursprungligen på Liljeholmen strax utanför nuvarande Stockholms innerstad, men flyttades redan 1841 till Södermalm och Danvikstull. År 1970 flyttades tillverkningen till en ny fabrik i Oskarshamn. 

## Historia

### Bakgrund

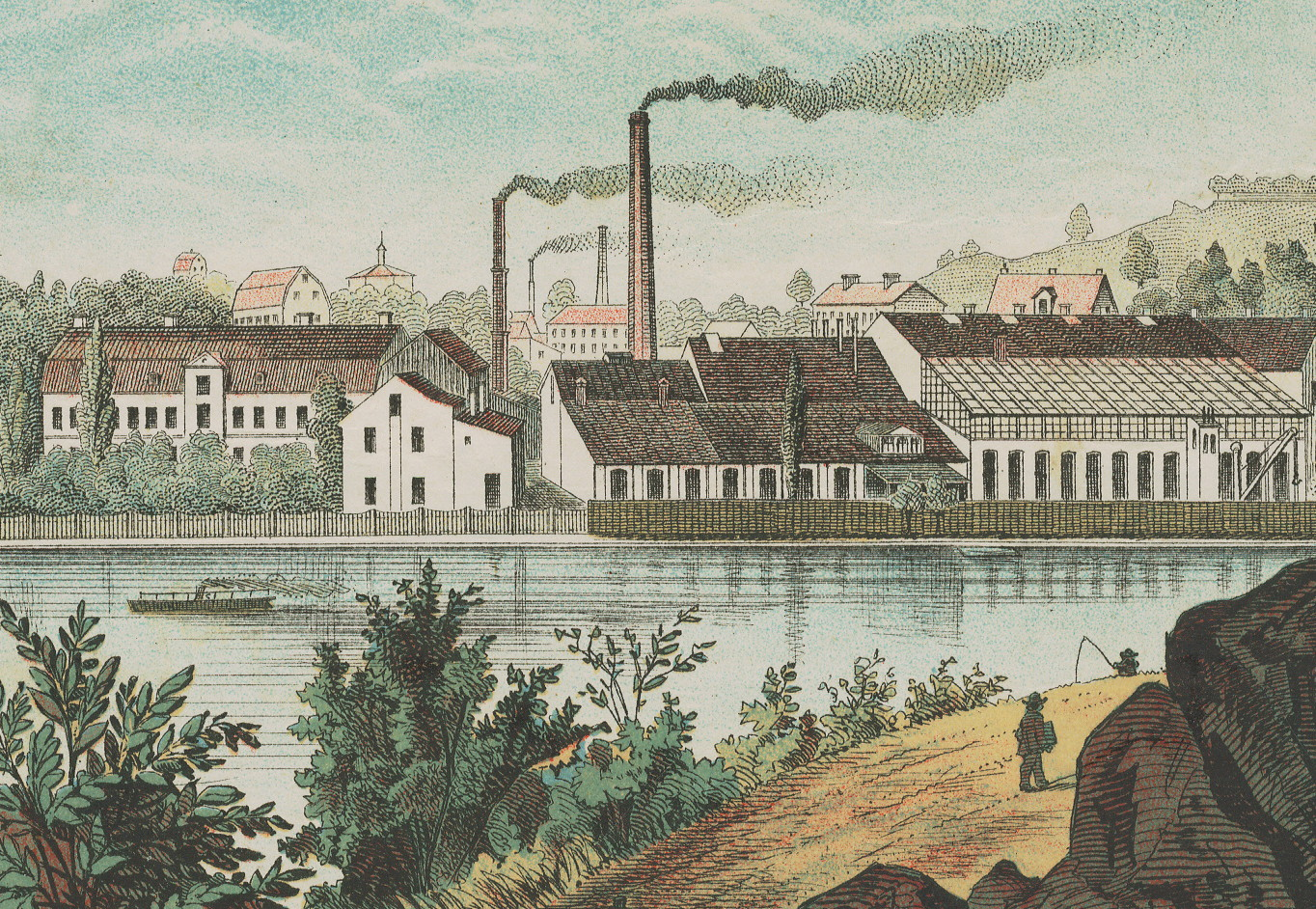
Fabriken på 1870-talet.

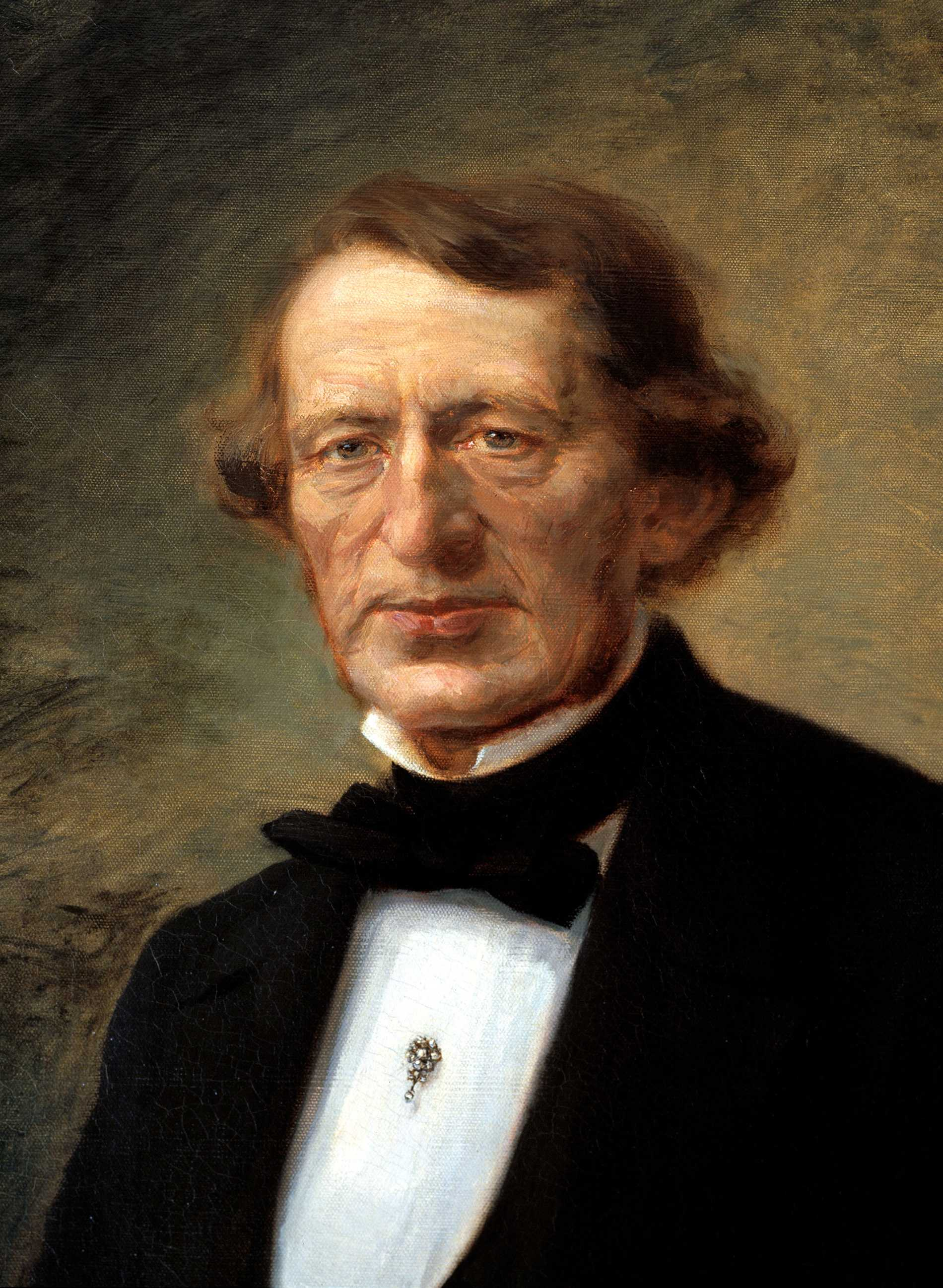
L.J. Hierta.

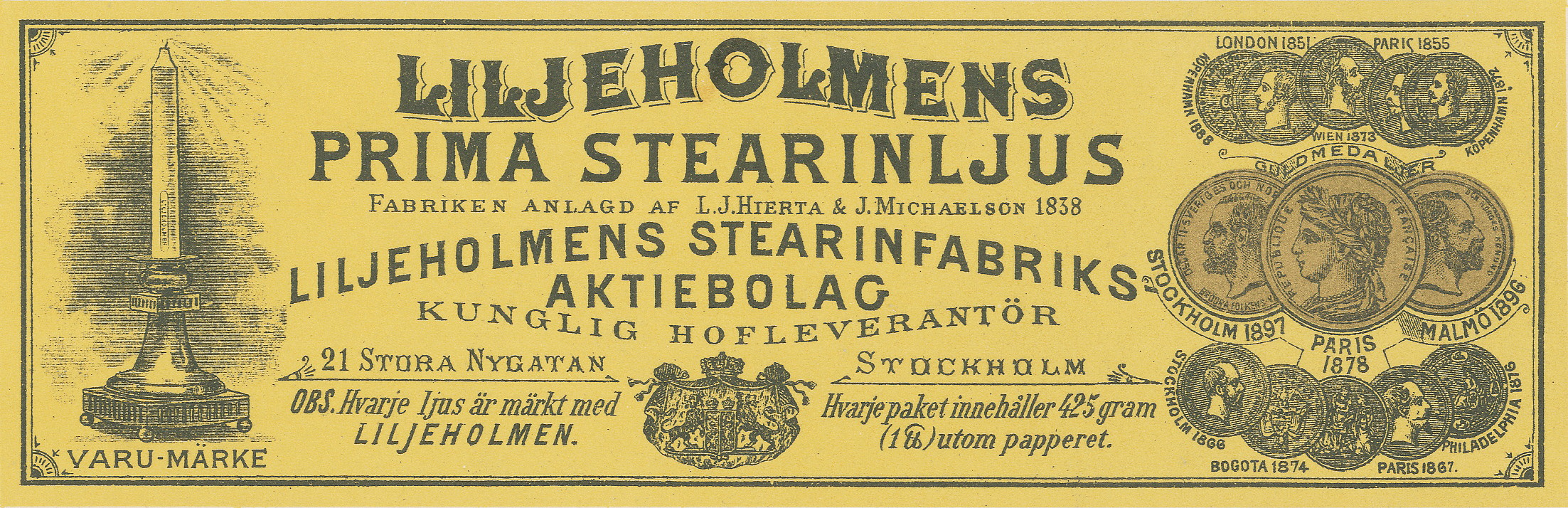
Etikett från 1890-talet.

För att förstå den stora betydelse Liljeholmens fick när företaget grundades är det viktigt att känna till att stearinljus vid denna tid var nästan helt okända i Sverige. Sedan tidig medeltid hade man använt ljus, antingen av talg som droppade och osade, eller av vax som var alldeles för dyra för gemene man. 
I början av 1800-talet upptäckte den franske kemisten Michel Eugène Chevreul att talg och feta oljor i själva verket är blandningar av dels fast fett (stearin och margarin), dels flytande fett (olein). Han experimenterade länge med att pressa bort de flytande fetterna. Först sedan han börjat tillsätta kemikalier nådde han dock fullständig separation och kunde 1825 söka patent på sin metod. Då man nu kunde framställa större mängder stearin, anlades i bland andra Frankrike fabriker för tillverkning av stearinljus. 
År 1837 reste industri- och tidningsmannen Lars Johan Hierta till London, där han för första gången såg ljus av stearin. Åter i Sverige tog han kontakt med Johan Michaëlson, en ung kemist vid Kungliga Tekniska högskolan, som just intresserade sig för separation av fetter. Hierta bekostade inköp av utrustning så att Michaëlson kunde arbeta i större skala.

### En blygsam start på Liljeholmen
År 1838 ställdes maskinen upp i en byggnad vid Liljeholmen, strax utanför Södermalm i Stockholm, och man påbörjade utprovning av tillverkningen av stearin utifrån en bas av talg. Under 1839 kom man igång på allvar, och så i september upprättade Hierta och Michaëlson ett bolagskontrakt. 
De tillverkade ljusen såldes i förpackningar om ett skålpund (435 gram). Ljusens storlek varierade dock och därmed antalet per förpackning. Verksamheten gick under flera år med förlust. Svenskarna måste övertygas om att stearinljus faktiskt var lika bra som vaxljus och långt överlägsna talgdankarna. Dessutom var ljus över huvud taget något av en lyxvara. Priset var högt även på stearinljusen.

### Framgång gav flytt till Danvikstull

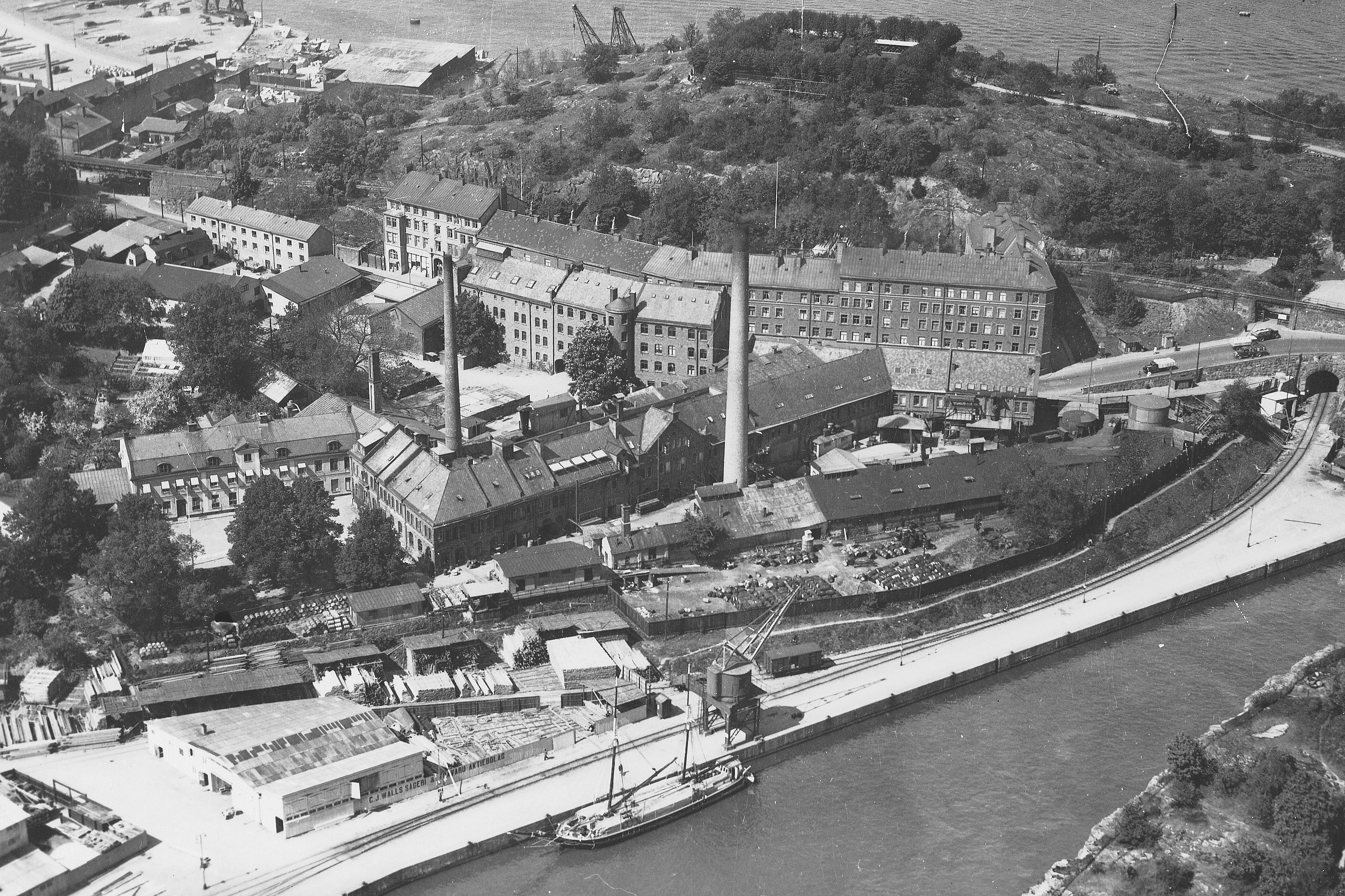
Fabriken vid Danvikstull 1937.

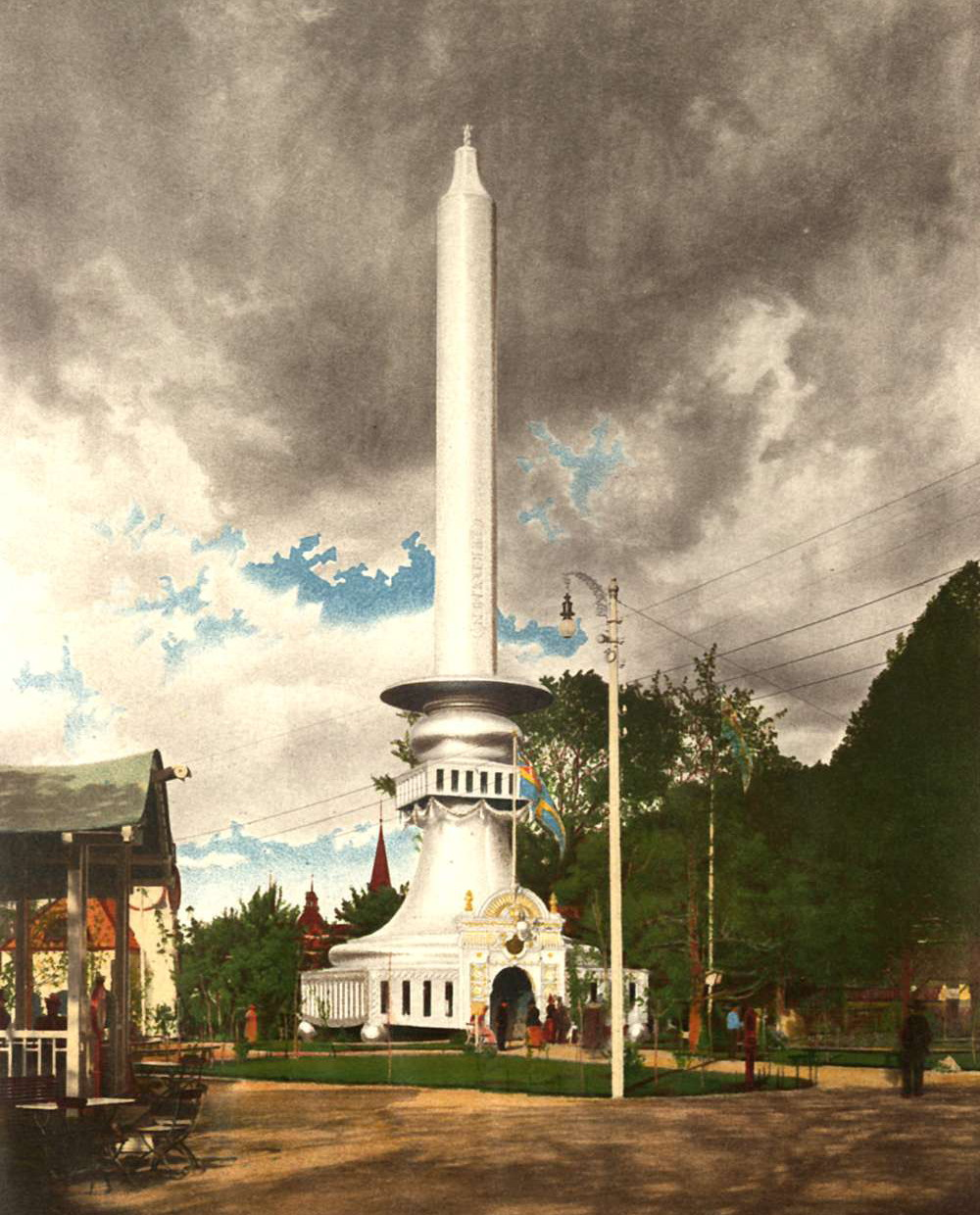
Liljeholmens paviljong 1897.

Michaëlson fann dock så småningom en metod att få mer stearin ur samma mängd fett. Ljusen blev billigare och försäljningen ökade. 1841 krävdes större lokaler och man flyttade till Danvikstull på Södermalm. Men namnet Liljeholmens behöll man. Produktionen började i Hovingska malmgården vid Danviken. I malmgården bodde även Hierta själv mellan 1842 och 1848.
I mitten av 1840-talet kom en tillfällig nedgång, då man fick konkurrens av billigare utländska ljus, men därefter fortsatte bara försäljningen att öka. Hierta avled 1872 men hans företag blomstrade.
Vid Stockholmsutställningen 1897 deltog Liljeholmens med ett enormt kronljus, 23 meter högt och 2 1/2 meter i diameter och placerat i en 14 meter hög tegelljusstake. Man erhöll också flera svenska och internationella priser för den höga kvaliteten på sina ljus. 
Efter sekelskiftet 1900 kom dock en ny nedgång. Där folk inte fick elektriskt ljus utnyttjade de i stället de förbättrade fotogenlamporna. Liljeholmens började tillverka bland annat smörjolja och var kring andra världskriget mer känt som kemiföretag än som ljustillverkare. 1960-talet kom med en förnyad större efterfrågan på stearinljus, nu som stämningsskapare. De tidigare lokalerna blev otillräckliga och 1970 invigdes en ny fabrik i Oskarshamn. Fabriksbyggnaderna vid Danvikstull revs och på platsen uppfördes 1980 ett stort kontorshus kallat "Det Vita Huset".

### Historiska bilder, fabrikslokalerna

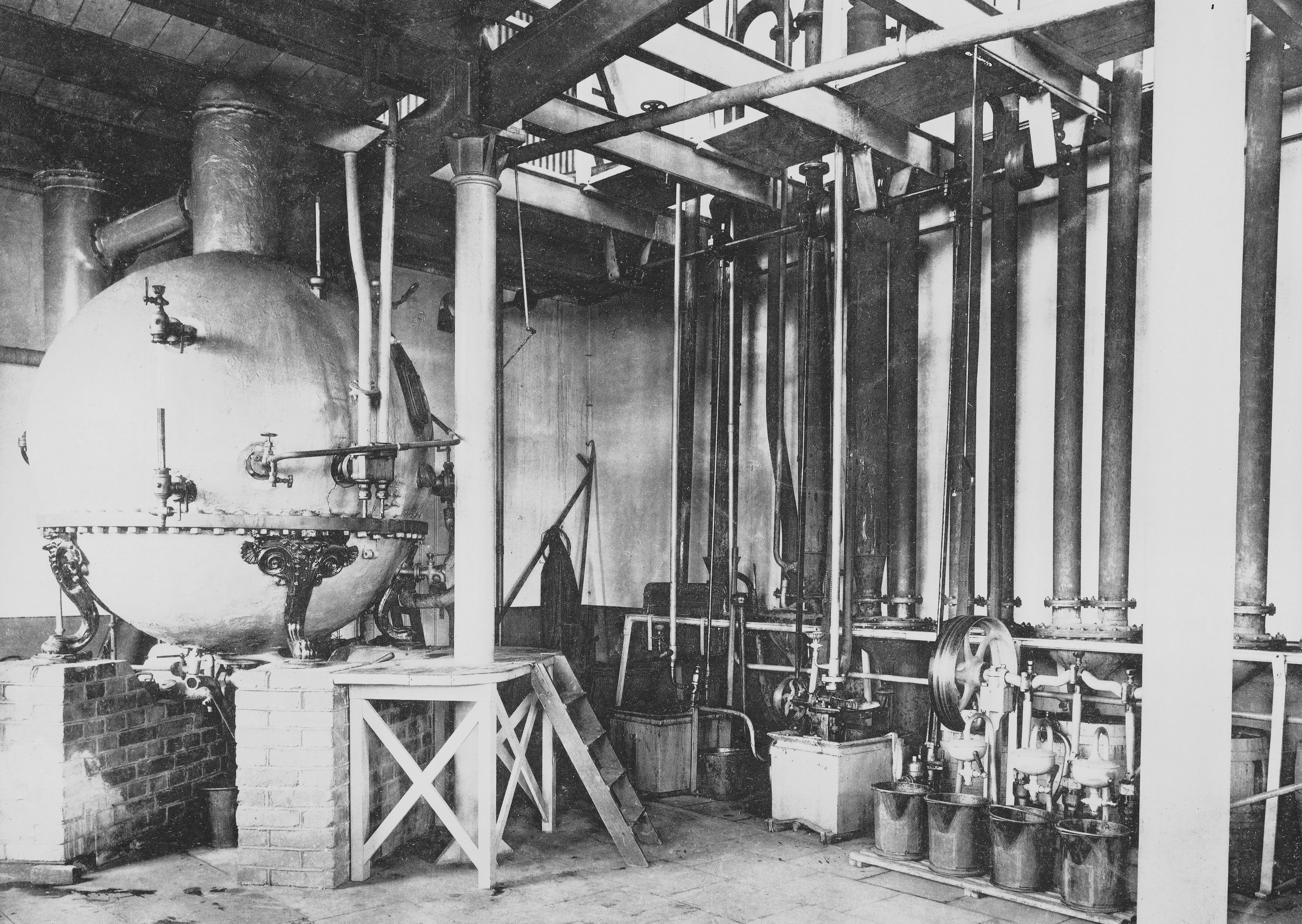
Glycerindestillationslokalen
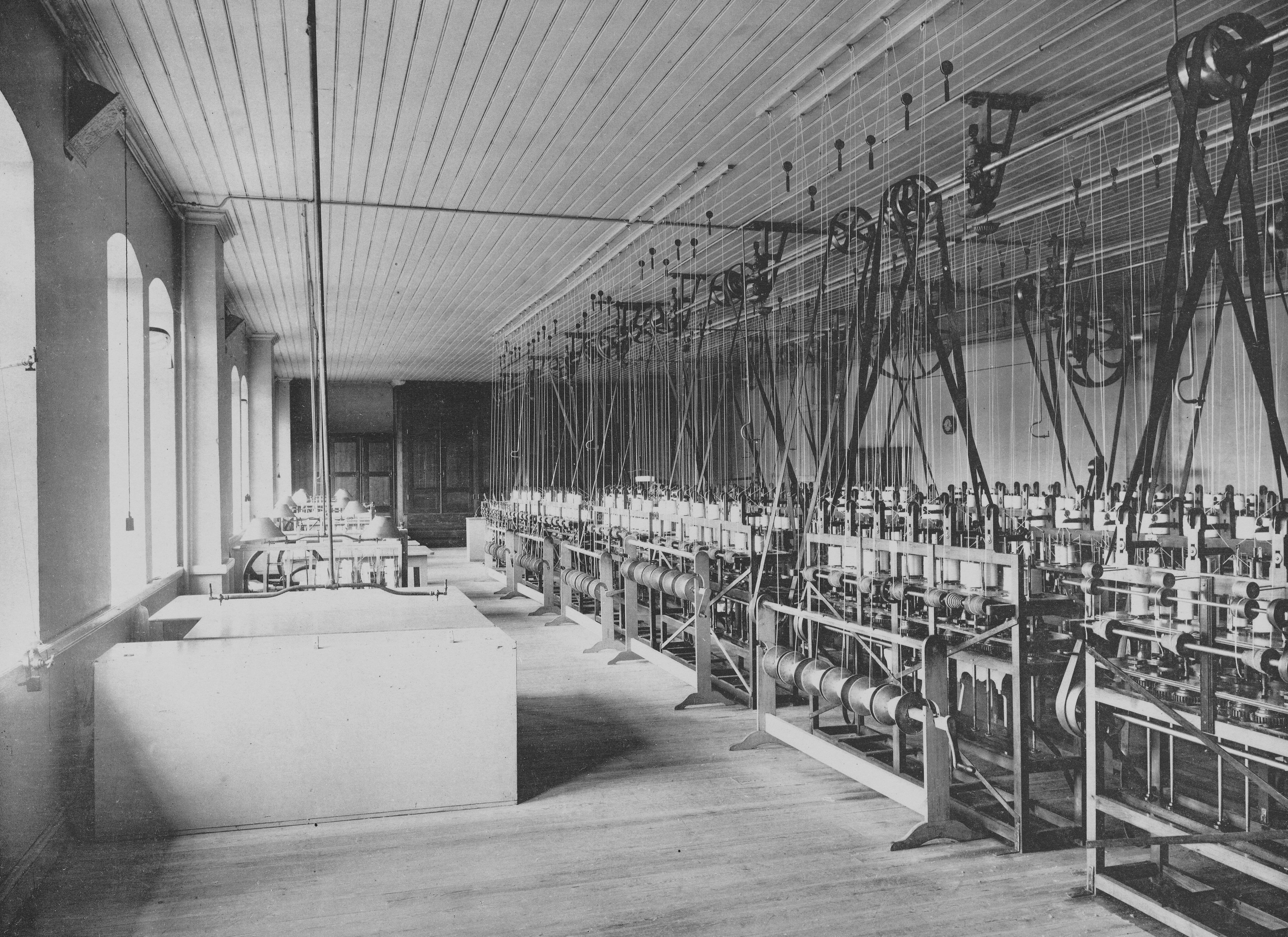
Vekflätningslokalen
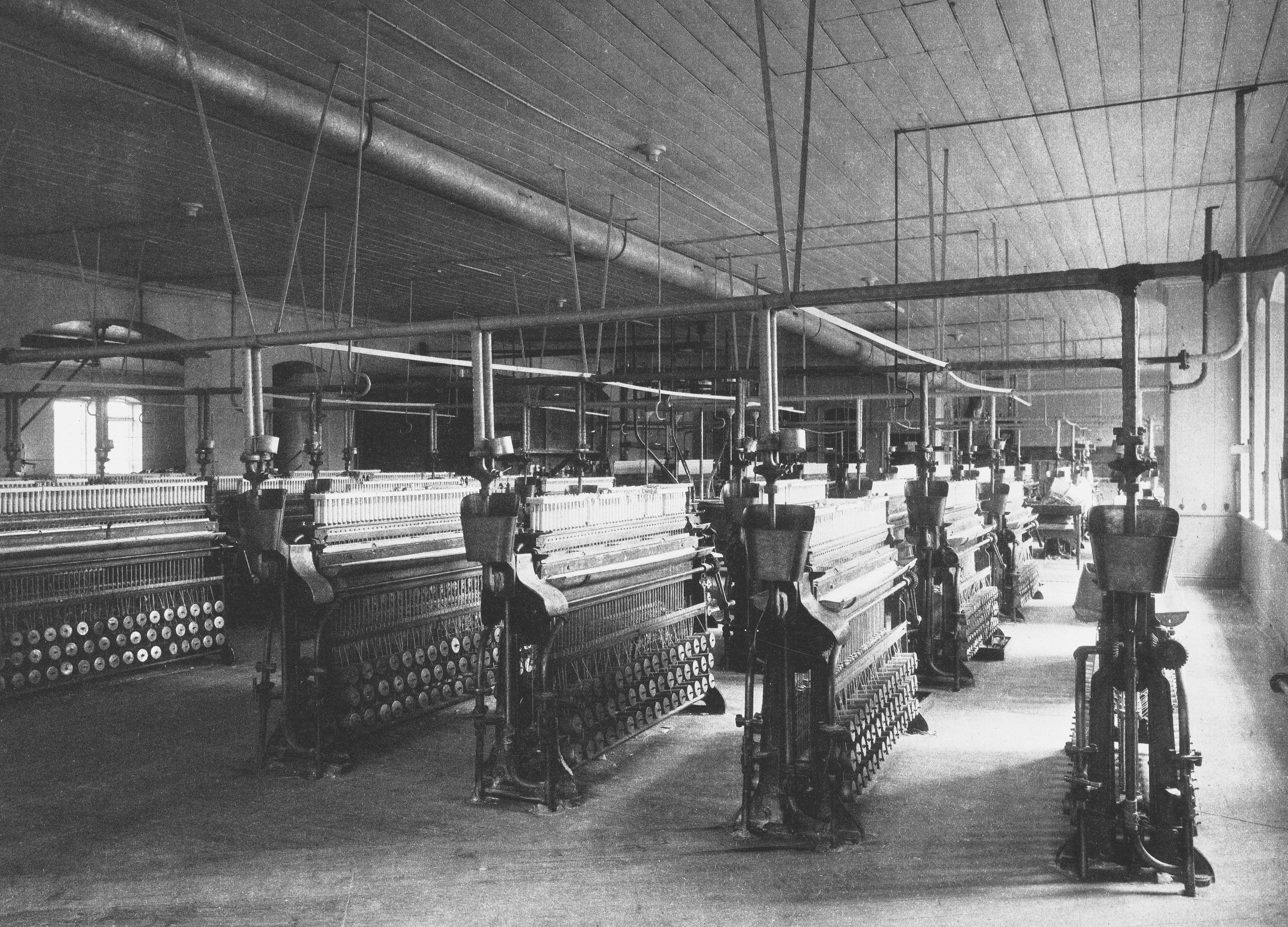
Ljusstöpningslokalen
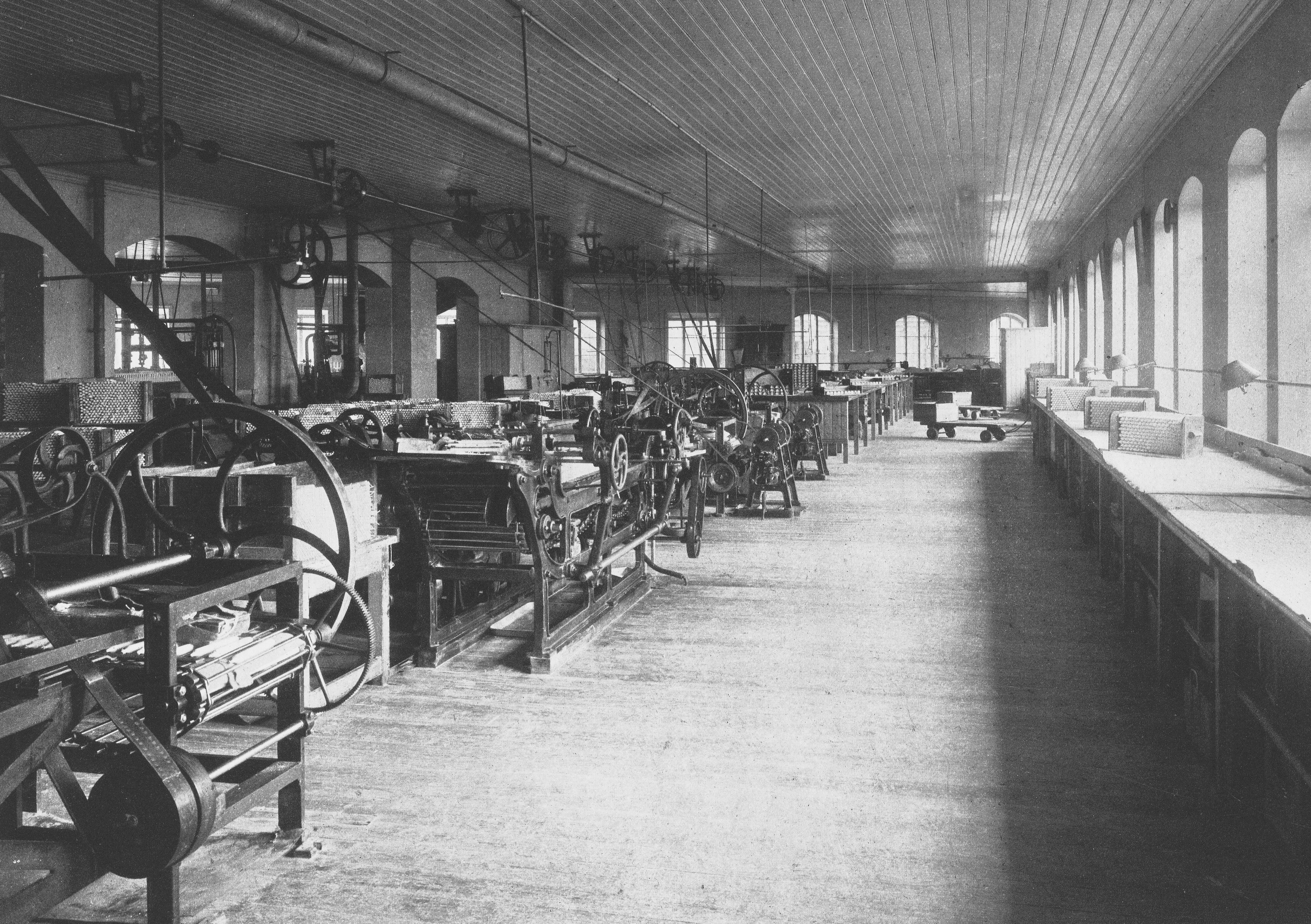
Skärning, polering och packning
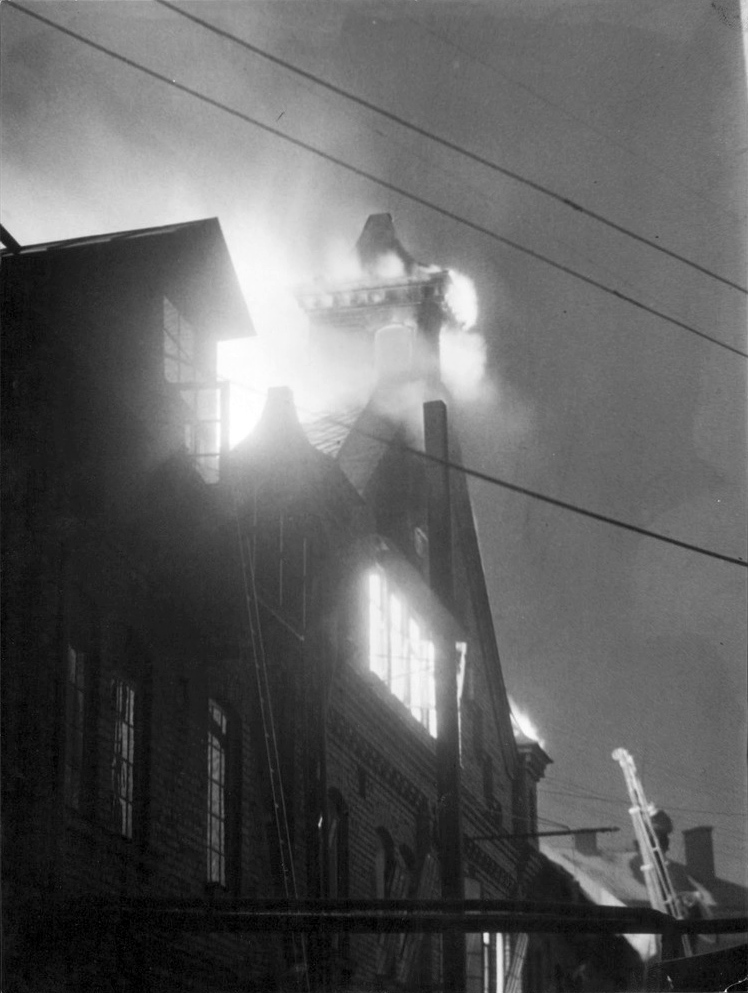
Eldsvåda i Liljeholmens stearinfabrik 1946.

### Nutid
År 1978 blev Liljeholmens en del av Barnängen AB, som i sin tur utgjorde en gren av dåvarande KemaNobel. I samband med omstruktureringar inom Barnängen övergick ägandet till Midway Holding, som i sin tur sålde det nu börsnoterade bolaget till Candlelight Holding AG 1997. Omsättningen detta år uppgick till 764 miljoner kr och antalet anställda till cirka 600. 1999 köptes bolaget av amerikanska Blyth Industries, men 21 augusti 2006 meddelade det svenska företaget ALG Holding AB att man köpt Liljeholmens av Blyth. 
Liljeholmens Stearinfabriks AB ligger i Oskarshamn och antalet anställda uppgår till cirka 100 personer. Idag tillverkar man årligen 13 000 ton stearinljus - nästan dubbelt så mycket som vid sekelskiftet 1900. Metoderna är dock i stort sett oförändrade; stearintillverkning är en av få industriella processer som redan från början grundades på vetenskapliga undersökningar. 